# Ivett
Ivett est un prénom hongrois féminin.

## Équivalents
- Yvette

## Personnalités portant ce prénom
- Pour l'ensemble des articles sur les personnes portant ce prénom, consulter :
  - la liste des articles dont le titre commence par ce prénom
  - les listes produites par Wikidata : Liste des personnes de prénom « Ivett » — même liste en incluant les éventuels prénoms composés qui contiennent « Ivett ».
- Ivett Gonda, (1986-) taekwondoïste canado-hongroise.
- Ivett Tóth, (1998-) patineuse artistique hongroise.